# Logname

在软件中，logname（意为Login Name）是一个在Unix和类Unix操作系统中的程序，可打印执行该命令的用户名。它反应的是系统环境中的LOGNAME变量。logname系统调用及命令第一次出现在UNIX System III。
```
用法：logname
打印当前用户的用户名。

```